# Vladímirovka (Vladímir)
Vladímirovka (en rus: Владимировка) és un poble a l'óblast de Vladímir, a Rússia, segons el cens del 2010 tenia 13 habitants. Pertany al districte municipal de Sóbinka.